# Luženičky
Luženičky (en allemand : Klein-Luschenz) est une commune du district de Domažlice, dans la région de Plzeň, en République tchèque. Sa population s'élevait à 368 habitants en 2017.

## Géographie
Luženičky se trouve à 4 km au nord-ouest du centre de Domažlice, à 47 km au sud-ouest de Plzeň et à 131 km au sud-ouest de Prague.
La commune est limitée par Meclov au nord, par Domažlice à l'est et au sud, et par Újezd, Trhanov et Ždánov à l'ouest.

## Histoire
La première mention écrite de la localité date de 1543.